# Hassle församling
Hassle församling var en församling i Skara stift och i Mariestads kommun. Församlingen uppgick 2004 i Lyrestads församling.

## Administrativ historik
Församlingen har medeltida ursprung. På 1500-talet utbröts Enåsa församling
Församlingen var till 1995 moderförsamling i pastoratet Hassle, Berga och Färed som från 1500-talet även omfattade Enåsa församling och från 1962 Torsö församling. Från 1995 till 2004 var församlingen annexförsamling i pastoratet Lyrestad, Hassle, Berga, Färed och Enåsa. Församlingen uppgick 2004 i Lyrestads församling.

## Organister
| Period    | Namn          | Levnadstid | Övrigt   |
| --------- | ------------- | ---------- | -------- |
| 1844–1875 | Johan Bergman | 1809–1875  | Organist |

## Kyrkor
- Hassle kyrka